# Kenyanthropus
 Kenyanthropus  ist eine ausgestorbene Gattung der Primaten aus der Familie der Menschenaffen, die von ihren Entdeckern den unmittelbaren Vorfahren des Menschen (den frühen Hominini) zugeordnet wurde. Da Kenyanthropus einige Merkmale mit Paranthropus, Australopithecus anamensis und Homo rudolfensis teilt, in anderen jedoch von diesen abweicht, ist seine genaue Position im Stammbaum des Menschen umstritten. Einige Forscher gehen davon aus, dass es sich bei Kenyanthropus um eine Sonderform der Gattung Australopithecus handelt.

## Namensgebung
Die Bezeichnung der Gattung Kenyanthropus verweist auf den Fundort der ersten zur Gattung gestellten Fossilien – eines Schädels und eines Oberkiefers – in Kenia (engl.: Kenya) und ist ferner abgeleitet von griechisch anthropus = Mensch. Das Epitheton der bislang einzigen wissenschaftlich beschriebenen Art, Kenyanthropus platyops, bezieht sich auf das äußere Erscheinungsbild des rekonstruierten Schädels (griechisch platus = flach, opsis = Gesicht). Kenyanthropus platyops bedeutet somit sinngemäß  „flachgesichtiger Mensch aus Kenia“. Im englischen Sprachraum wird der Schädel auch „Flat Faced Man“ genannt.

## Erstbeschreibung
Der Holotypus der Gattung und zugleich der Typusart Kenyanthropus platyops, ein flach gedrückter und in zahlreiche kleine Fragmente zerbrochener Schädel mit der Sammlungsnummer KNM-WT 40000, wurde im August 1999 von Justus Erus westlich des Turkana-Sees auf der so genannten Lomekwi locality, die im Norden Kenias zum Turkana-See hin entwässert, entdeckt. Dem weitgehend kompletten Schädel wurde in der Erstbeschreibung als Paratypus das Fragment eines linken Oberkiefers zur Seite gestellt (KNM-WT 38350), das bereits im August 1998 am gleichen Ort von Blasto Onyango geborgen worden war. Das Fossil KNM-WT 40000 wurde auf ein Alter von 3,5 Millionen Jahre datiert und wird in Nairobi im Hauptsitz der National Museums of Kenya (früher: Kenya National Museum, daher KNM) verwahrt.
Die Größe des einzigen bislang entdeckten Schädels von Kenyanthropus entspricht der Erstbeschreibung zufolge jener von Australopithecus africanus und Australopithecus afarensis, jedoch wurde die Form des Gesichtsschädels aus hunderten Bruchstücken viel flacher rekonstruiert als bei den beiden Australopithecus-Arten. Die Wangenknochen sind groß und der Gaumen ist breit, die Nasenöffnung ist eher schmal und der Gehörgang eng. Es sind nur wenige Zähne erhalten, ein Backenzahn ist jedoch ungewöhnlich klein, und der Zahnschmelz ist dick. Das Gehirnvolumen ist aufgrund der Verformungen schwierig zu ermitteln. Interessant ist auch, dass Australopithecus afarensis in Afrika zur gleichen Zeit wie Kenyanthropus platyops lebte. Das Habitat von Kenyanthropus konnte anhand von botanischen und zoologischen Begleitfunden als relativ feucht und daher gut bewachsen identifiziert werden. Die zahlreichen Funde fossiler Hornträger lassen auf eine Landschaft schließen, die durch Übergänge zwischen Savannen- und Buschlandschaften gekennzeichnet war und bei der auch Wasserläufe und Seen mit Galeriewäldern existierten.
Die Fortbewegungsweise der Individuen von Kenyanthropus ist ungeklärt, da bislang keine Arm- oder Beinknochen entdeckt wurden.

## Kontroverse
Beide Fundstücke, auf die sich die Erstbeschreibung von Kenyanthropus stützte, wurden in denkbar schlechtem Zustand aufgefunden: der Schädel KNM-WT 40000 war in mehr als tausend abgeschabte Fragmente zerdrückt worden, auch der Oberkiefer KNM-WT 38350 bestand aus mehreren Fragmenten. Mehrere Dutzend weitere Fundstücke, darunter ein rechter Unterkiefer mit allen Backenzähnen (KNM-WT 8556), ein Schädelfragment mit einem Gehörgang (KNM-WT 4001) und diverse Zähne, stammen zwar aus ähnlich alten Fundschichten wie die beiden Fragmente des Typus-Exemplars, weisen aber keine Merkmale auf, anhand derer man sie eindeutig Kenyanthropus zuordnen könnte. 2003 argumentierte daher Tim White, die Schädelfragmente seien viel zu stark verformt gewesen („these characters have virtually all been influenced to varying degrees by expanding matrix distortion“), als dass ihre Rekonstruktion zur Grundlage einer neuen Gattungs-Bezeichnung hätte gemacht werden dürfen; es handele sich möglicherweise um eine Variante von Australopithecus afarensis. Andere Wissenschaftler stellten die Funde in die Nähe von Australopithecus anamensis oder schlugen vor, ihn als Homo platyops zu Homo zu stellen. Meave Leakey hingegen blieb bei ihrer These von einer eigenständigen Gattung.
Vereinzelt wird ferner die Art Homo rudolfensis als weitere Art der Gattung Kenyanthropus interpretiert und dann als „Kenyanthropus rudolfensis“ bezeichnet.

## Steingerät
In unmittelbarer Nähe der Fundstelle von Kenyanthropus platyops wurden ab 2011 Steingeräte vom Oldowan-Typ und Reste von der Herstellung solcher Werkzeuge gefunden. Während die meisten Werkzeuge an der Oberfläche entdeckt wurden, stammen 19 Objekte mit nicht zweifelsfrei zu klärendem Artefaktcharakter aus tieferen Sedimentschichten und sind damit geologisch datierbar. Ihr Alter beträgt laut einer in Nature veröffentlichten Studie 3,3 Millionen Jahre. Sollte diese Datierung korrekt sein, wären es die ältesten bislang bekannten Steinwerkzeuge und stammten aus einer Epoche, aus der noch keine Fossilien der Gattung Homo bekannt sind; als ältester Beleg für die Gattung Homo gilt das Fossil LD 350-1, das auf ein Alter von 2,8 bis 2,75 Millionen Jahre datiert wurde. Sonia Harmand von der Stony Brook University, unter deren Leitung die Artefakte geborgen und datiert wurden, benannte sie nach dem Fundort als Belege für die archäologische Kultur des Lomekwian.

## Belege
1. ↑  Meave G. Leakey, Fred Spoor, Frank H. Brown, Patrick N. Gathogo, Christopher Kiarie, Louise N. Leakey, Ian McDougall: New hominin genus from eastern Africa shows diverse middle Pliocene lineages. In: Nature. Band 410, 2001, S. 433–440, doi:10.1038/35068500.
2. ↑  Roberts, Alice.: Die Anfänge der Menschheit. Vom aufrechten Gang bis zu den frühen Hochkulturen. Dorling Kindersley, München 2012, ISBN 978-3-8310-2223-6.
3. ↑  Tim White: Early Hominids – Diversity or Distortion? In: Science. Band 299, 2003, S. 1994–1997, doi:10.1126/science.1078294.
4. ↑  Camilo J. Cela-Conde, Francisco J. Ayala: Genera of the human lineage. In: PNAS. Band 100, 2003, S. 7684–7689, doi:10.1073/pnas.0832372100, Volltext.
5. ↑  Steineklopfende Flachgesichter. (Memento vom 6. August 2016 im Internet Archive). Im Original publiziert auf faz.net vom 20. Mai 2015.
6. ↑  Sonia Harmand et al.: 3.3-million-year-old stone tools from Lomekwi 3, West Turkana, Kenya. In: Nature. Band 521, 2015, S. 310–315, doi:10.1038/nature14464.
7. ↑  Kritik an der Zuverlässigkeit der Datierung äußerte u. a. Tim White, siehe Für diese Theorie fehlen noch Steine. In: Frankfurter Allgemeine Zeitung. Nr. 116 vom 21. Mai 2015, S. 9.
8. ↑  Scientists discover world's oldest stone tools. Auf: eurekalert.org vom 20. Mai 2015.
9. ↑  World’s oldest stone tools discovered in Kenya. Auf: sciencemag.org vom 14. April 2015.
10. ↑  Ewen Callaway: Oldest stone tools raise questions about their creators. In: Nature. Band 520, Nr. 7548, 2015, S. 421, doi:10.1038/520421a, Volltext.